# Arnaud Boiteau
Arnaud Boiteau (n. 7 noiembrie 1973, Angers, Franța) este un sportiv ce a reprezentat Franța, medaliat olimpic. A participat la o ediție a Jocurilor Olimpice (2004) în care a câștigat o medalie de aur.

## Participări
Lista de mai jos prezintă principalele competiții la care a participat Arnaud Boiteau de-a lungul carierei.
- equestrian at the 2004 Summer Olympics – team eventing[*]